# 斯塔夫罗斯·兰布里尼季斯

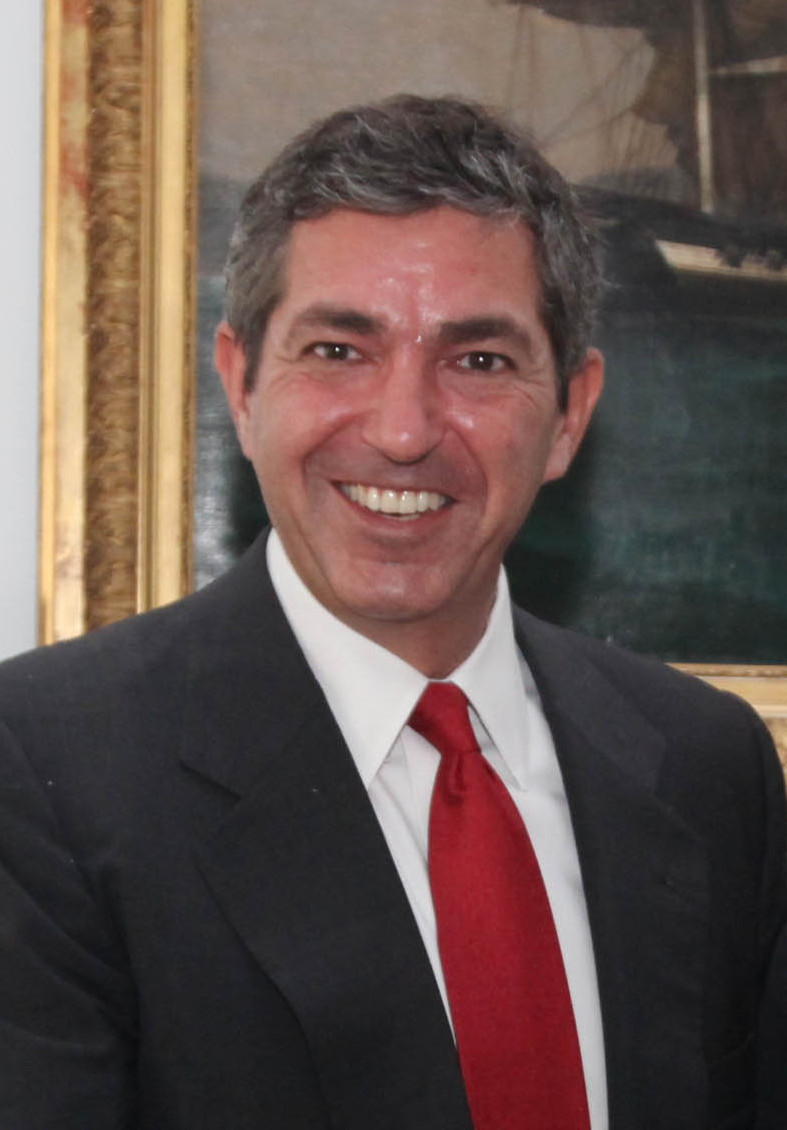
斯塔夫罗斯·兰布里尼季斯

斯塔夫罗斯·兰布里尼季斯（希臘語：Σταύρος Λαμπρινίδης；1962年2月6日—），希腊政治人物。2011年6月起，担任希腊外交部部长。他曾担任欧洲议会议员。曾担任欧洲社会党副主席。

## 生平
兰布里尼季斯生于希腊雅典，1988年毕业于耶鲁大学法学院。